# Бумажная фабрика

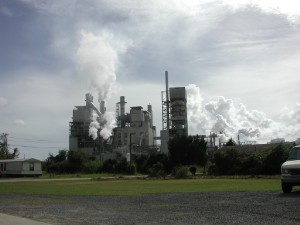
Международная бумажная фабрика целлюлозно-бумажного комбината в Джорджтауне, штат Южная Каролина. Когда её построили, это был крупнейший завод в мире

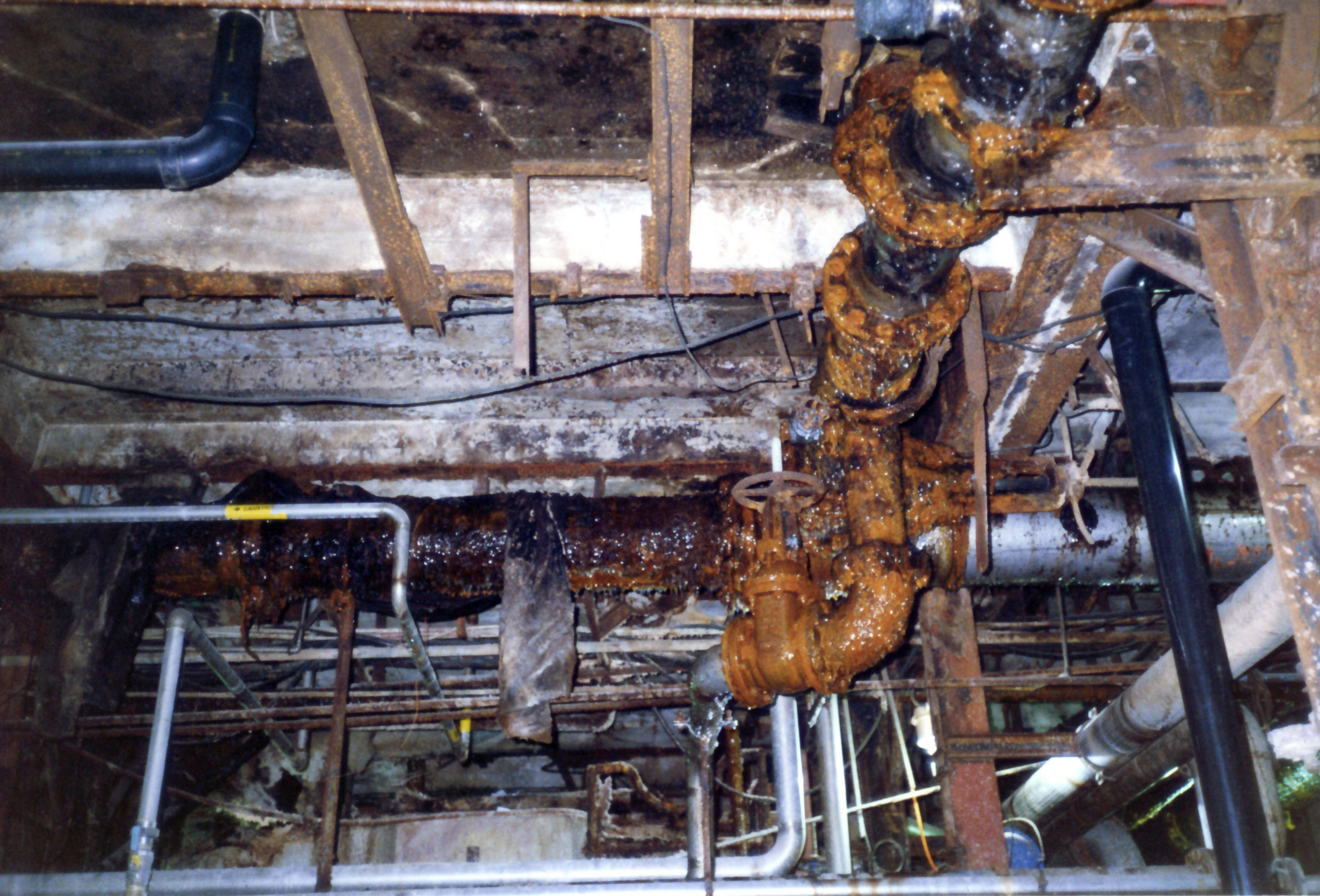
Подвал бумажной фабрики в городе Су-Сент-Мари, Онтарио

Бумажная фабрика — фабрика, занимающаяся изготовлением бумаги.
Бумага изготавливается из растительного волокна, такого как древесина, старые тряпки и других ингредиентов. На фабрике для этого используются машины Фурдринье (истор.) или другой вид бумагоделательной машины.

## История

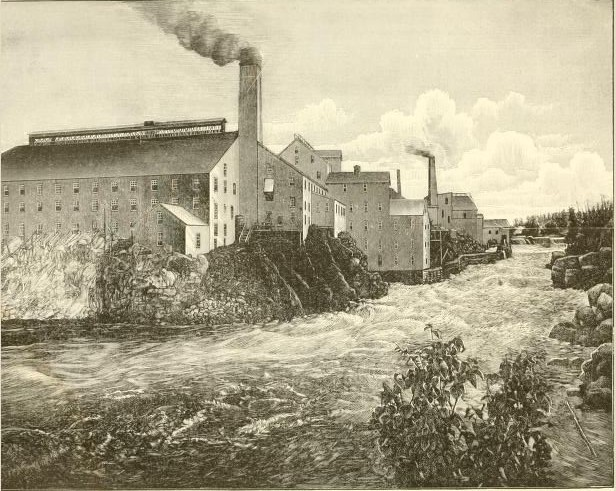
Бумажная фабрика XIX века, компания «The Forest Fibre Company», в Берлине, Нью-Гэмпшир

Исторические исследования происхождения бумажных комбинатов осложняется различными определениями и терминологией современных авторов: многие современные ученые используют этот термин для обозначения абсолютно всех видов заводов, независимо от того, работает ли он с помощью людской силы, животных или воды. Из-за их склонности называть любые предприятия по производству бумаги «мельницами», без дополнительного указания точного привода, возросла сложность выявления особенно эффективного и исторически важного производства водяного типа.